# Pittosporum coriaceum
Pittosporum coriaceum es una especie de plantas perteneciente a la familia Pittosporaceae. Es endémica de Macaronesia, y debido a su extinción en las Islas Canarias, se encuentra únicamente en las islas portuguesas de Madeira. 

## Hábitat
La Pittosporum coriaceum es una especie en peligro crítico de extinción debido a la destrucción del hábitat. Se trata de una especie endémica de la isla de Madeira, extremadamente rara que habita escasos acantilados del bosque de laurel o tilo.

## Descripción
Es un arbusto o árbol pequeño, con cerca de 5-8 m de altura, de hojas son perennes con tronco gris claro y suave. Las hojas son oblongas a obovadas-oblongas, obtusas, gruesas, coriáceas y glabras. Las flores de esta planta son pequeñas de color blanco-amarillenta, aromáticas y dispuestas en cumbres umbeliformes.
Presenta un fruto en cápsula hasta 2 cm de largo de forma ovoide, apiculada, de color marrón cuando madura.
Muestra florecen entre mayo y junio.

## Taxonomía
Pittosporum coriaceum fue descrita por  William Aiton y publicado en Hortus Kewensis; or, a Catalogue of the Plants Cultivated in the Royal Botanic Garden at Kew. London 3: 488 1789
Etimología
Pittosporum: nombre genérico que deriva  del idioma griego πίττα (por πίσσα) 'resina' y σπόρος, 'semilla, simiente', o sea 'simientes pegajosas', pues las semillas están embebidas en una sustancia resinosa-viscosa blanquecina. 
coriaceum: epíteto latino que significa 'como cuero'